# 星野哲郎
星野 哲郎（ほしの てつろう、本名：有近 哲郎（ありちか てつろう）、1925年9月30日 - 2010年11月15日）は、日本の作詞家であり、戦後歌謡界を代表する作詞家の一人。各所で「星野哲朗」という表記がされることがあるが、「哲郎」が正しい表記。「有田めぐむ」「阿里あさみ」など、数多くのペンネームが存在する。
山口県大島郡森野村（後に東和町→現・周防大島町）出身で、東京都小金井市に在住していた。
妻（1994年没）との間に一男一女がおり、長男はシンガーソングライターの有近真澄。

## 略歴
1925年（大正14年）9月30日 - 山口県大島郡森野村（現・周防大島町）和佐に生まれる。森野村立開導小学校、山口県立安下庄中学校（現・山口県立周防大島高等学校安下庄校舎）を経て、1946年（昭和21年）、官立清水高等商船学校（現・東京海洋大学）を途中結核で休学しながらも卒業。翌年、日魯漁業（後のニチロ、現・マルハニチロ）に入社、遠洋漁業の乗組員となる。しかし就職して数年後、腎臓結核のために船を下りざるを得なくなり、腎臓を摘出。郷里周防大島にて4年にわたる闘病生活を余儀なくされる。
闘病期間中に作詞を学び、1952年（昭和27年）に雑誌「平凡」の懸賞に応募した「チャイナの波止場」が入選し、選者の石本美由起の勧めで、翌1953年（昭和28年）に作詞家デビューした。石本の主宰していた歌謡同人誌「新歌謡界」に参加、同人として作品の発表や後進の育成に携わった。「新歌謡界」は多くのプロ作詞家を輩出し、同期生には松井由利夫・たなかゆきを・岩瀬ひろしなどがいたが、中でも八反ふじをとは特に親交が深く、後にクラウンレコードで共に専属作詞家として活躍することになる。
1958年（昭和33年）、横浜開港100年祭記念イベントに応募した「浜っ子マドロス」「みなと踊り」がそれぞれ1位、2位を獲得。このイベントの審査員をしていた作曲家の船村徹に誘われる形で上京、日本コロムビアと専属契約を結ぶ。船村とは以後永きにわたってコンビを組み、作詞：星野哲郎、作曲：船村徹で名作を数多く世に輩出するゴールデン・コンビとなる。1964年（昭和39年）にクラウンレコードの創設に関わり、同レコードに移籍、1983年（昭和58年）にフリー作家となる。コロムビア時代からを通じて手がけた歌詞は演歌を中心に4000曲に及び、数々のヒット作を生み出した。
1996年（平成8年）7月9日、石本美由起の後を継いで社団法人日本作詩家協会の会長を務め（2008年（平成20年）6月16日まで）。2001年（平成13年）10月1日には社団法人日本音楽著作権協会 (JASRAC) の会長を務めている（2004年（平成16年）9月30日まで）。これらの功績が認められ、1986年（昭和61年）4月29日には紫綬褒章を、1988年（昭和63年）8月31日には紺綬褒章を、2000年（平成12年）11月3日には勲三等瑞宝章を受勲している。
1988年（昭和63年）6月16日には出身地である東和町（現・周防大島町）の名誉町民に選ばれ、2008年（平成20年）6月5日には宮崎駿と共に居住地である小金井市の名誉市民第一号に決定し、同年10月5日に名誉市民証が授与されている。
1985年（昭和60年）2月21日、故郷周防大島に「なみだ船」の歌碑が建立される。2007年（平成19年）7月26日には周防大島町に町営の「星野哲郎記念館」が完成、周防大島の子供達を支援する償還義務のない奨学金制度「星野哲郎スカラシップ」事業を立ち上げた。
2010年（平成22年）11月15日午前11時48分、心不全のため東京都武蔵野市の病院で死去。85歳没。葬儀・告別式は11月19日に東京都港区の青山葬儀所で営まれた。喪主は長男の有近真澄が務め、葬儀では長年親交が深かった作曲家の船村徹と、愛弟子である水前寺清子が弔辞を読み上げ、自ら作詞した「男はつらいよ」の曲に乗せて出棺された。その後、品川区の桐ヶ谷斎場で荼毘に付された。戒名は「宝徳院航謡暁哲居士」。

## 作風・人物
星野節とも称される、自分の実体験をベースにした独特の世界観を持つ作風で知られる。船村や石本と銀座に繰り出しては音楽論を戦わせ、そのとき思い浮かんだフレーズをコースターにしたため、翌朝までに夫人がそれを清書した物を作詞の下地としていたという。
こういった形で生まれた歌詞を星野自身は「演歌」と称さず、遠くにありて歌う遠歌、人との出会いを歌う縁歌、人を励ます援歌などと称していた。星野哲郎記念館でも、これらをまとめて星野えん歌と表現している。
なかにし礼によると、性格は大変穏和で「荒っぽい大声はついぞ聞いたことがなく、後輩でも丁寧に扱った」という。
「歌詞は出だしの2行で決まる」を信念としていた。
水前寺清子、都はるみ、北島三郎など、デビュー前から関わってきた歌手も多い。中でも水前寺の愛称である「チータ」の名付け親でもあり、「ちっちゃな民子(水前寺の本名)」の略称に由来している。
忌日の11月15日は「紙舟忌」と命名されている。星野が生前「流行（はやり）歌は水に浮かべるとすぐに溶けて沈んでゆく『紙の舟』に似てはかないもの」と語っていたことに由来する。
別名義には女性名のものが多い。

## 主な作品
- 青山ミチ
  - 叱らないで（1968年）
- 渥美清
  - 男はつらいよ（1970年）
- 石橋正次
  - 夜明けの街（1974年）
- 大石真理恵
  - すみれ白書（1986年）
- 大滝詠一
  - ホルモン小唄～元気でチャチャチャ(2023年) 元々大滝に書いたのではなく、1977年に細野晴臣プロデュースによる小林旭のアルバム用に書いた作品。大滝が作曲、アレンジ。大滝が仮歌まで入れ、後は本人の唄入れを残すのみであった。しかし「昔の名前で出ています」のヒットに伴い、路線変更から「そんなアルバムを作っている場合ではない」とアルバムの企画ごとお蔵入りしていた。2023年、仮歌か新たに歌い直したのかは明らかにされていないが、大滝版が陽の目を見た。
- 大月みやこ
  - 女の港（1983年）
- 大楠道代（安田道代）&太田博之
  - 若い時計台（1967年）
- 春日八郎
  - 船長-男の潮騒-/ボトルを面舵に（1986年）
  - 旅人/新宿むかし通り（1990年）
- 川中美幸
  - 瀬戸の恋歌（1987年）
- 北島三郎
  - なみだ船（1962年）
  - 演歌師（1963年） 映画『やくざの歌』の主題歌
  - あの頃の唄（1963年） 映画『やくざの歌』の主題歌
  - 兄弟仁義（1965年）
  - 函館の女（1965年）
  - あゝ水戸浪士（1966年）
  - 松原音頭（1966年）
  - 風雪ながれ旅（1980年）
  - 北の大地（1991年）
- 小桜舞子
  - 北の花嫁（2003年）
- 小林旭
  - 自動車ショー歌（1964年）
  - 昔の名前で出ています（1975年）
  - 世去れのお涼・仙台発かなしみ行・終着駅のない女・タンゴ御堂筋・夜霧の鐘（1979年）
- 小林幸子
  - 泣かせやがってこのやろう（1982年）
  - もう一度だけ（1982年）
  - 雪椿（1987年）
  - 福寿草（1989年）
- 西郷輝彦
  - 青年おはら節(1965年)
  - 初恋によろしく(1966年)
- 島倉千代子
  - 思い出さん今日は（1958年）
  - かるかやの丘（1961年）
  - いつもふたりは（1964年）
  - 君（2002年）
- 島津亜矢
  - 袴をはいた渡り鳥（1986年）
  - 出世坂（1987年）
  - 度胸船（1988年）
  - 愛染かつらをもう一度（1991年）
  - 母ごころ宅配便（1993年）
  - 桃色鴉（1994年）
  - 海鳴りの詩（1995年）
  - 女にゃ年はいらないよ（1996年）
  - 感謝状〜母へのメッセージ〜（1997年）
  - 波（2001年）
  - 海で一生終わりたかった（2003年）
  - 大器晩成（2005年）
  - 温故知新（2010年）
- 水前寺清子
  - 涙を抱いた渡り鳥（1964年）
  - いっぽんどっこの唄（1966年）
  - いつでも君は（1967年）
  - 三百六十五歩のマーチ（1968年）
  - 真実一路のマーチ（1968年）
  - 敦賀とてもすきすき（1969年）
  - 敦賀ばやし（1969年）
- スリー・キャッツ、ゴールデンハーフ
  - 黄色いサクランボ（1959年）
- マリンバ・トリオ、スリー・グレイセス、大橋節夫とハニー・アイランダース、原信夫とシャープスアンドフラッツ、コロムビア合唱団ほか
  - コロムビアCMソング（1958年）[注釈 5]
- 瀬川瑛子（映子）
  - 長崎の夜はむらさき（1970年）
  - 函館の雨はリラ色（1970年）
  - たそがれ港町（1971年）
  - 高知の夜（1972年）
  - あのひとの雪国（1972年）
  - 再見上海（1973年）
  - 釧路の夜白い夜（1974年）
  - 噂・モトマチ・涙町（1974年）
  - たばこ（1975年）
  - 長崎霧情（1977年）
  - 東京夜景（1978年）
  - 月あかり（1978年）
  - 相生橋（1981年）
  - サザン瀬戸ブルース（1987年）
  - 春の海（1989年）
  - 潮騒の町（1989年）
  - 海の城下町（1990年）
  - 帰らぬ夢（2006年）
- 津田耕次（1967年）
  - 河内遊侠伝
- 鳥羽一郎
  - 兄弟船（1982年）
- 西方裕之
  - 北海酔虎伝（1987年）
  - 流れる（1988年）
  - 恋文流し（1993年）
- 橋幸夫
  - 法師の宿（1980年）
- 畠山みどり
  - 恋は神代の昔から（1962年）
  - ちょうど時間となりました（1962年）
  - 出世街道（1962年）
  - 男心と秋の空（1963年）
  - あんたこの世へ何しにきたの（1963年）
  - 人生街道（1963年）
  - 浮世街道（1964年）
  - 土俵（1982年）
  - 残侠街道（1984年）
  - 人生百番勝負（1989年）
  - おんな人生劇場（1996年）
  - 六甲の花（1999年）
  - その世の歌（2004年）
  - 街道（2006年）
- 藤圭子
  - 旅路（1988年）
  - 群馬暮色（1988年）
- 松岡弘
  - とびだせヤクルトスワローズ（1975年）
- 松島詩子
  - 今は忘れて（1985年）
- 美川憲一
  - だけどだけどだけど（1965年）
  - 大阪の夜（1970年）
  - お金をちょうだい（1971年）
  - カスマプゲ
(胸がせつない)（1976年）
  - お待ちしてます（1976年）
  - 小雨のブルース（1978年）
  - 戎橋ブルース（1978年）
  - あたし（1979年）
  - 城ヶ崎ブルース（1980年）
  - 冬子のブルース（1994年）
  - お金をちょうだい
〜プラチナバージョン〜（2010年）
- 美空ひばり
  - 東京ラテン十八番街（1961年）
  - みだれ髪/塩屋崎（1987年）
- 三橋美智也
  - 匠（1983年）
- 都はるみ
  - アンコ椿は恋の花（1964年）
  - 夫婦坂（1984年）
- 森雄二とサザンクロス
  - 好きですサッポロ（1981年）
- 山形英夫
  - 親子鯨（1958年）
- 山口瑠美
  - 寿宝船　ことぶきたからぶね（1999年）
- 山本譲二
  - 長州の男（1986年）
  - 七夕月【萩の花咲く頃】（1993年）
  - 生きる（2003年）
- ロス・プリモス
  - 恋の銀座（1968年）
  - たそがれの銀座（1968年）
  - さようならは五つのひらがな（1968年）
  - 城ヶ崎ブルース（1968年）
- 若原一郎
  - お吉を踊る女（1985年）
- 渡哲也
  - 純愛のブルース（1965年）
- 鰐淵晴子
  - 春うらら（1967年）

## その他
- 横浜市立くぬぎ台小学校の校歌を作詞している。作曲はサトウ進一。横浜市立くぬぎ台小学校は、少子化の影響から横浜市立川島小学校と統合し、平成25年(2013年)４月に41年間の幕を閉じ新たな出発をしたが、Ｙ･Ｙ ＮＥＴに於ける同小学校ページの「大同窓会」のパスワードは同校歌の歌詞を用いている。
- 母校の後継校である東京海洋大学の新校歌を作詞している。作曲は鈴木淳。また、旧東和町の大半の小中学校の校歌の作詞を手がけている。
- 愛媛県越智郡上島町にある弓削商船高等専門学校の校歌を作詞している。作曲は鏑木創、編曲は小林恵子。
- 長崎国際大学の校歌の作詞をしている。作曲は都倉俊一が手がけている。
- 横浜市立本牧南小学校の校歌を作詞している。作曲は鏑木創が手がけている。
- 周防大島の伊保田港と柳井港・松山港を結ぶ周防大島 松山フェリーの就航船「しらきさん」は周防大島の白木山にちなんで星野が命名したものである。
- 自らが元船乗りと言うこともあってか、海や船・港にちなんだ歌詞が多く、これがきっかけで1971年（昭和46年）には運輸大臣より海事功労賞が、1985年（昭和60年）には運輸大臣より交通文化賞を贈られている。
- 星野哲郎公式ウェブサイト【いろはにそらしど】には詳細な作詞年譜が紹介されている。
- 追悼番組として、NHKは『追悼 作詞家 星野哲郎』を制作、2010年11月21日、総合テレビとBS2にて放送した[14]。

## 著書
- 『歌、いとしきものよ』集英社, 1984　岩波現代文庫、2012
- 『紙の舟 わが詞わが友わが人生』マガジンハウス, 1990
- 『艶歌演歌塩歌 星野哲郎作品集』編著. リー・リックス・エージェンシー「紙の舟」, 1990
- 『艶歌演歌援歌 星野哲郎作品集』編著. 紙の舟, 2001
- 『妻への詫び状』小学館, 2003

### 共著
- 有近朱實『妻から母へ 朱實遺稿』廣済堂出版, 1997
- 『家族ってなんだろう (子どもだって哲学 アグネス・チャン,立松和平, 三宮麻由子,古東哲明共著. 佼成出版社, 2007